# Sorgere della Terra

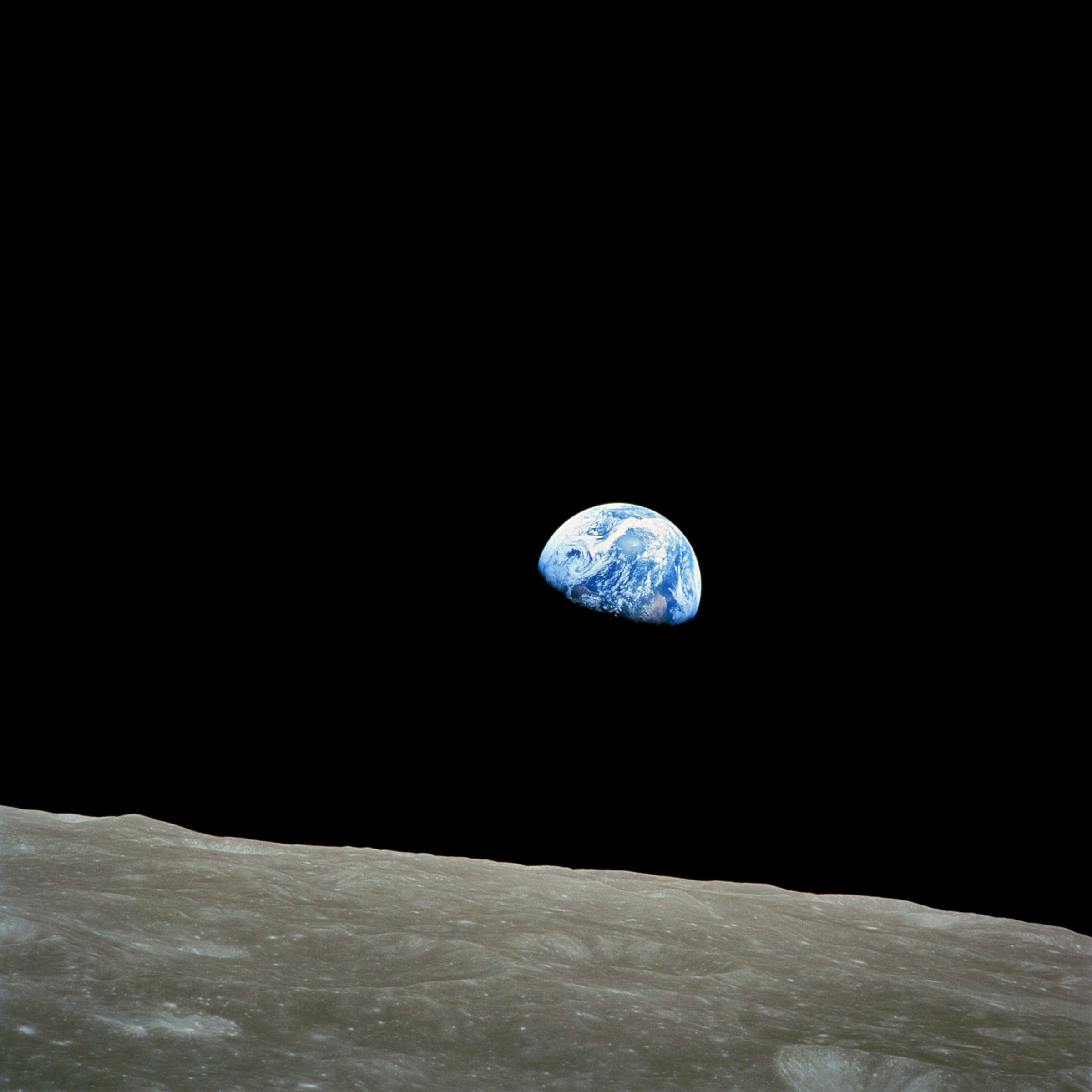
Earthrise, scattata il 24 dicembre 1968.

Sorgere della Terra (Earthrise in inglese) è il nome dato alla fotografia AS8-14-2383HR della NASA fatta da William Anders il 24 dicembre 1968 durante la missione Apollo 8.
Si tratta della prima foto a colori della Terra scattata da un essere umano da un altro corpo celeste.

## Descrizione

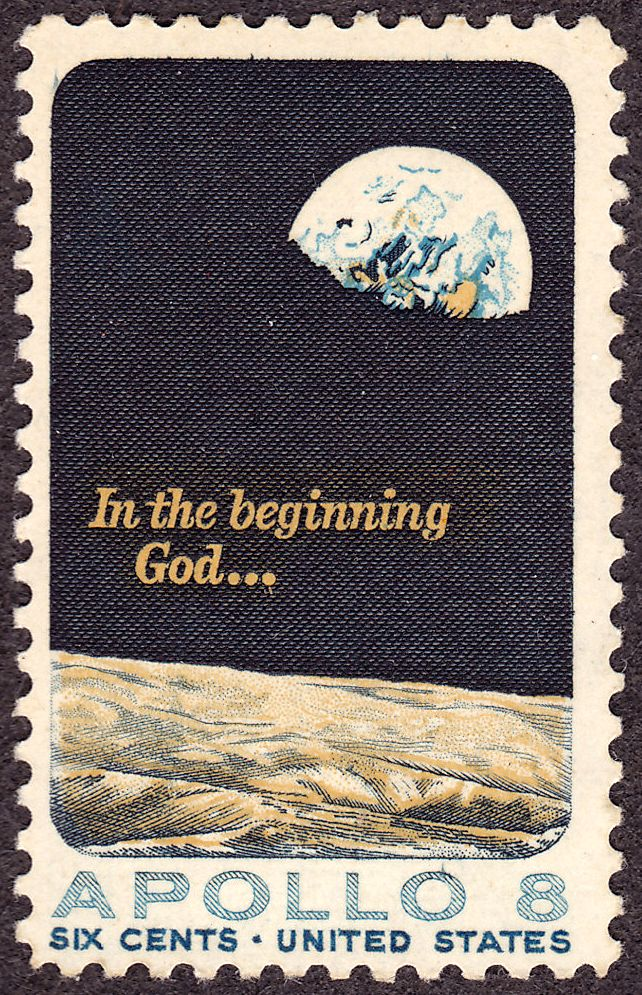
Francobollo commemorativo dell'Apollo 8 emesso dal servizio postale degli Stati Uniti nel 1969

La foto rappresenta la Terra, parzialmente in ombra, con in primo piano la superficie lunare, ricordando quello che può essere osservato dal nostro pianeta quando sorge il sole. L'immagine fu ripresa dall'orbita lunare in quanto la missione non atterrò sul satellite, ma ne percorse solamente l'orbita.
Secondo lo storico dell'arte James Fox, «Mai prima di allora era stato mostrato, a colori, dalla prospettiva di un altro corpo celeste. Come sempre succede quando un’immagine è potente, Earthrise cambiò la prospettiva delle persone. La foto toglieva la Terra dal centro e ne ridimensionava l'importanza, facendo sentire piccoli piccoli anche i suoi abitanti». 
La foto è ritenuta una delle fotografie più influenti mai scattate, tanto da essere inclusa nel 2003 dalla rivista Life nella lista delle "100 fotografie che hanno cambiato il mondo". Nel 1969 il servizio postale degli Stati Uniti mise la sua riproduzione su un francobollo che celebrava la missione Apollo 8.